# Jakubov u Moravských Budějovic
Jakubov u Moravských Budějovic (starší názvy též de Jacobaw, in Jacubaw, von Jacubow) je obec v okrese Třebíč v Kraji Vysočina. Leží 5 km severozápadně od Moravských Budějovic, uprostřed cesty mezi Jihlavou a Znojmem. Žije zde 678 obyvatel.
Obec žije kulturním, sportovním a společenským životem. Své jméno má odvozeno od svatého Jakuba Většího, který je patronem zdejšího kostela. Obcí prochází silnice první třídy I/38.
Sousedními obcemi sídla jsou Vícenice, Domamil, Dolní Lažany, Litohoř, Martínkov, Lesonice a Lukov.

## Geografie
Jakubovem u Moravských Budějovic prochází ze severu na jih silnice I/38 z Želetavy přes Litohoř do Moravských Budějovic, severozápadně ze zastavěného území obce vede silnice do Vícenic. Zastavěné území obce leží na silnici, která vychází a vrací se do silnice I/38. Severně ze zastavěného území obce vede užitková silnice do Lesonic, podél východní hranice území obce vede silnice kolem kopce Svatý Vít na jih do Moravských Budějovic a západně ze zastavěného území obce vede užitková silnice k rybníku Vidlák. Kolem východní hranice území obce vede cyklostezka 5103, která pak vede pod kopcem Svatý Vít, po stejné cestě pak vede i zelená turistická stezka.  
Většina území obce je zemědělsky využívaná, lesy jsou pouze u severní hranice území obce a v severozápadním části území okolo několika rybníků. Na západním okraji zastavěného území obce se nachází několik zemědělských areálů.
Západně od území obce pramení Žlabský potok, který následně přes Štěpánský a Jakubovský rybník protéká do rybníka Vidlák, kde se slévá s Cidlinským potokem, který pramení nedaleko Cidliny a protéká přes rybník Voráč právě do rybníka Vidlák. Z rybníka Vidlák pak už vytéká východně řeka Jakubovka (jinak též Jakubovský potok), která protéká přes zastavěné území obce a jihovýchodně od území obce nedaleko Litohoře se vlévá do řeky Rokytka. Rokytka tvoří velkou část jižní hranice území obce. Severně od zastavěného území obce pramení nepojmenovaný potok, ten tvoří část východní hranice území obce a pak se východně od hranic území obce vlévá do Jakubovky.
Území obce je z většiny rovinaté, mírně zvlněné je pouze na severním okraji a východním okraji, dosahuje nadmořské výšky kolem 500 metrů nad mořem. Západně od zastavěného území obce se nachází pahorek Na Výhonu (507 m), u severní hranice území u rybníka Voráč se nachází Přední kopec (528 m), těsně za severní hranicí území obce se nachází výrazný Holý kopec (580 m), Kozí hora (526 m) a těsně za východním okrajem území obce se nachází kopec Svatý Vít (557 m) se zříceninou kaple. 
Zastavěné území obce se nachází na jihozápadním okraji území obce, zastavěné území obce je rozděleno na dvě části řekou Jakubovkou. Těsně za jihozápadním okrajem území obce se nachází Kolovraty (místní část Litohoře) a Litohoř. Západně od zastavěného území obce se nachází u rybníka Vidlák chatová oblast a Štěpánský mlýn. Těsně za západní hranicí území obce u silnice I/38 se nachází samota Nová Hospoda a severněji i lesonická cihelna. Za severní hranicí území obce se nachází Melkusův mlýn.

## Historie
Již před vznikem kostela sv. Jakuba měla na místě Jakubova stát vesnice, jejíž jméno je neznámé, ale první písemná zmínka o obci pochází z 13. století, kdy byl zmíněn právě kostel sv. Jakuba Staršího. Měl být zmíněn snad kolem roku 1230. Ve vsi stával středověký vodní hrad, který založil rod Schenků ze Schenberku, kteří se uvádí již v roce 1252, prvním majitelem vesnice měl být Wolfram (případně Olbram) Schenk z Schenkberku. Jeho syn založil ve vesnici vodní hrad, posléze rod vymřel a na počátku 14. století Jakubov vyženil Filip z rodu pánů z Pernštejna a tito šlechtici se začali titulovat jako páni „z Jakubova“. Mezi lety 1349 a 1357 byl majitelem vsi Jimram z Jakubova. Roku 1384 musel Žibřid z Pernštejna a Jakubova prodat panství s hradem (tvrzí) Janovi z Hardeka, ale zpět do pernštejnského majetku ji získal Vilém I. z Pernštejna. Na konci 15. století získali Jakubov Krajířové z Krajku, za jejich vlády se Jakubov stal městečkem a hrad již byl zřejmě pustý. Po roce 1538 získal vesnici Václav Chroustenský z Malovar a v roce 1617 získal Jan Čejka z Olbramovic. Jan Čejka po bitvě na Bílé Hoře přišel o majetky a v roce 1636 získal vesnici rod Schaumburků a stal se součástí moravskobudějovického panství. V roce 1689 pak ale prodali Schaumburkové vesnice Jakubov, Vranín a Lukov majitelům Jaroměřic nad Rokytnou a ti připojili vsi k jaroměřickému panství. Třicetiletá válka městečko velmi poničila, zaniklo celkem 15 usedlostí z 36. Roku 1775 proběhlo ve vesnici selské povstání. Roku 1863 byla založena škola.
Kolem poloviny 19. století se v oblasti Jakubova těžila železná ruda, ta byla převážena do Bolíkova nedaleko Dačic. V Jakubově fungoval důl sv. Matěje, jeho majitelkou byla Marie Riesse Stallburg, ta byla majitelkou i železáren v Bolíkově. Na začátku první světové války odešlo bojovat 135 občanů Jakubova, ve válce jich zemřelo celkem 26. Již před válkou vznikl pod patronací faráře Matěje Kabelky spolek Omladiny a těsně po válce v roce 1919 vznikla jednota republikánského dorostu. V roce 1921 byl postaven pomník padlým vojákům z první sv. války. Roku 1929 pak byla založena i Národní jednota, která následně založila plovárnu u Vidláku. Na počátku druhé světové války byly nuceně nasazeni občané z Jakubova, celkem jich postupně bylo odvezeno 24. V roce 1946 byl postaven památník obětem druhé sv. války.
Po skončení války byly původní spolky zrušeny a pak bylo roku 1950 založeno JZD. Nově pak byl založen SSM (založen byl ale jako Československý svaz mládeže). V roce 1960 pak bylo místní JZD sloučeno s JZD v Martínkově a později i s JZD v Domamili a vzniklo tzv. JZD Nový život. To pak bylo v roce 1977 sloučeno ještě s JZD v Lesonicích.
Mezi lety 1954 a 1956 byl upraven potok v obci a mezi lety 1956 a 1959 byla postavena nová školní budova a z původní školní budovy byl přebudován kulturní dům. V roce 1977 pak byla postavena nová prodejna ve vsi. Mezi lety 1976 a 1981 byla postavena budova mateřské školy. Roku 1986 pak byl vybudován rybník Voráč a v roce 1991 byl otevřen nový kulturní dům, původní byl zbořen v roce 1986. Roku 1996 byl do obce doveden plyn a v roce 1997 byly vyasfaltovány silnice v obci.
V roce 2005 po vítězství v soutěži Vesnice Vysočiny chtěla obec oslavit vítězství a tak u silnice I/38 postavil sochy ze slámy, které se od té doby každoročně obnovují a mění za jiné figury.
Do roku 1849 patřil Jakubov u Moravských Budějovice do jaroměřického panství, od roku 1850 patřil do okresu Znojmo, pak od roku 1896 do okresu Moravské Budějovice a od roku 1960 do okresu Třebíč. Mezi lety 1850 a 1867 patřil Jakubov u Moravských Budějovice pod Litohoř, následně se obec osamostatnila. Od roku 1964 byl pak pod jakubovský národní výbor byl správně začleněn Martínkov, k rozdělení obcí došlo až v roce 1990.

### Ocenění
Obec Jakubov u Moravských Budějovic v roce 2005 obdržela ocenění v soutěži Vesnice Vysočiny, konkrétně získala ocenění zlatá stuha, tj. vítěz, který postoupil do celostátního kola a obec se stala Vesnicí Vysočiny. Obec Jakubov u Moravských Budějovic v roce 2011 obdržela ocenění v soutěži Vesnice Vysočiny, konkrétně získala ocenění diplom za bohatý kulturní a společenský život. Obec Jakubov u Moravských Budějovic v roce 2012 obdržela ocenění v soutěži Vesnice Vysočiny, konkrétně získala ocenění modrá stuha, tj. ocenění za společenský život. Obec v roce 2014 získala ocenění v rámci soutěže Vesnice Vysočiny 2014, tj. konkrétně obdržela Zelenou stuhu za péči o zeleň a životní prostředí. V roce 2016 získala obec ocenění v soutěži Vesnice Vysočiny 2016, konkrétně obdržela diplom za systematický rozvoj obce.
| Rok            | 1869 | 1880 | 1890 | 1900 | 1910 | 1921 | 1930 | 1950 | 1961 | 1970 | 1980 | 1991 | 2001 | 2011 | 2021 |
| -------------- | ---- | ---- | ---- | ---- | ---- | ---- | ---- | ---- | ---- | ---- | ---- | ---- | ---- | ---- | ---- |
| Počet obyvatel | 570  | 563  | 536  | 526  | 539  | 524  | 543  | 477  | 526  | 516  | 511  | 555  | 572  | 572  | 626  |
| Počet domů     | 92   | 92   | 97   | 98   | 101  | 103  | 118  | 131  | 126  | 132  | 133  | 159  | 178  | 196  | 218  |

## Politika

### Volby do Poslanecké sněmovny
|       | 2006                | 2010                | 2013                | 2017                | 2021                |
| ----- | ------------------- | ------------------- | ------------------- | ------------------- | ------------------- |
| 1.    | ČSSD (31,23 %)      | KSČM (21,42 %)      | ANO 2011 (21,3 %)   | ANO (35,12 %)       | ANO (24,71 %)       |
| 2.    | KSČM (23,34 %)      | TOP 09 (20,4 %)     | KSČM (20,61 %)      | KDU-ČSL (13,29 %)   | SPOLU (21,83 %)     |
| 3.    | ODS (20,5 %)        | ČSSD (15,98 %)      | ČSSD (14,08 %)      | SPD (12,02 %)       | SPD (14,94 %)       |
| účast | 67,16 % (319 z 475) | 59,25 % (301 z 508) | 59,88 % (297 z 496) | 63,22 % (318 z 503) | 70,28 % (350 z 498) |

### Volby do krajského zastupitelstva
|      | 1.                      | 2.                 | 3.                   | účast               |
| ---- | ----------------------- | ------------------ | -------------------- | ------------------- |
| 2000 | ODS (25,78 %)           | 4KOALICE (25,78 %) | SNK (19,49 %)        | 39,66 % (167 z 421) |
| 2004 | ODS (26,95 %)           | KSČM (24,82 %)     | KDU-ČSL (19,85 %)    | 30,56 % (143 z 468) |
| 2008 | ČSSD (22,84 %)          | ODS (21,31 %)      | KSČM (20,81 %)       | 39,24 % (197 z 502) |
| 2012 | STO (47,89 %)           | KSČM (21,05 %)     | ČSSD (10 %)          | 39,48 % (199 z 504) |
| 2016 | STO (49,2 %)            | KSČM (11,64 %)     | KDU-ČSL (11,11 %)    | 37,85 % (190 z 502) |
| 2020 | ODS+STO (44,39 %)       | ANO (10,76 %)      | KDU-ČSL (9,41 %)     | 43,71 % (226 z 517) |
| 2024 | ODS+TOP 09+STO (37,3 %) | ANO (34,71 %)      | STAN+SNK ED (7,25 %) | 39,11 % (194 z 496) |

### Prezidentské volby
V prvním kole prezidentských voleb v roce 2013 první místo obsadil Miloš Zeman (83 hlasů), druhé místo obsadil Jan Fischer (78 hlasů) a třetí místo obsadil Jiří Dienstbier (55 hlasů). Volební účast byla 64,87 %, tj. 325 ze 501 oprávněných voličů. V druhém kole prezidentských voleb v roce 2013 první místo obsadil Miloš Zeman (202 hlasů) a druhé místo obsadil Karel Schwarzenberg (116 hlasů). Volební účast byla 63,98 %, tj. 318 ze 497 oprávněných voličů.
V prvním kole prezidentských voleb v roce 2018 první místo obsadil Miloš Zeman (142 hlasů), druhé místo obsadil Jiří Drahoš (73 hlasů) a třetí místo obsadil Pavel Fischer (54 hlasů). Volební účast byla 68,20 %, tj. 341 ze 500 oprávněných voličů. V druhém kole prezidentských voleb v roce 2018 první místo obsadil Miloš Zeman (219 hlasů) a druhé místo obsadil Jiří Drahoš (153 hlasů). Volební účast byla 74,25 %, tj. 372 ze 501 oprávněných voličů.
V prvním kole prezidentských voleb v roce 2023 první místo obsadil Andrej Babiš (138 hlasů), druhé místo obsadil Petr Pavel (106 hlasů) a třetí místo obsadila Danuše Nerudová (60 hlasů). Volební účast byla 75,40 %, tj. 374 ze 496 oprávněných voličů. V druhém kole prezidentských voleb v roce 2023 první místo obsadil Petr Pavel (210 hlasů) a druhé místo obsadil Andrej Babiš (179 hlasů). Volební účast byla 78,31 %, tj. 390 ze 498 oprávněných voličů.

## Osobnosti
- Jan Čejka z Olbramovic (1565/6–1623), majitel jakubovského panství
- Hana Dračková, kronikářka
- Miroslav Kabelka, starosta
- Jan Kabelka, učitel a odbojář
- František Papoušek (1880–1957), numismatik
- Gustav Smetana (1907–1951), odbojář
- Eduard Zvěřina (1874–?), kreslíř a spisovatel

## Pamětihodnosti
- kostel svatého Jakuba Staršího
- socha sv. Tekly z 19. století
- pamětní kámen z roku 1512
- kříž v parku z roku 1749
- kříž u kostela z roku 1868